# Porta Sanqualis

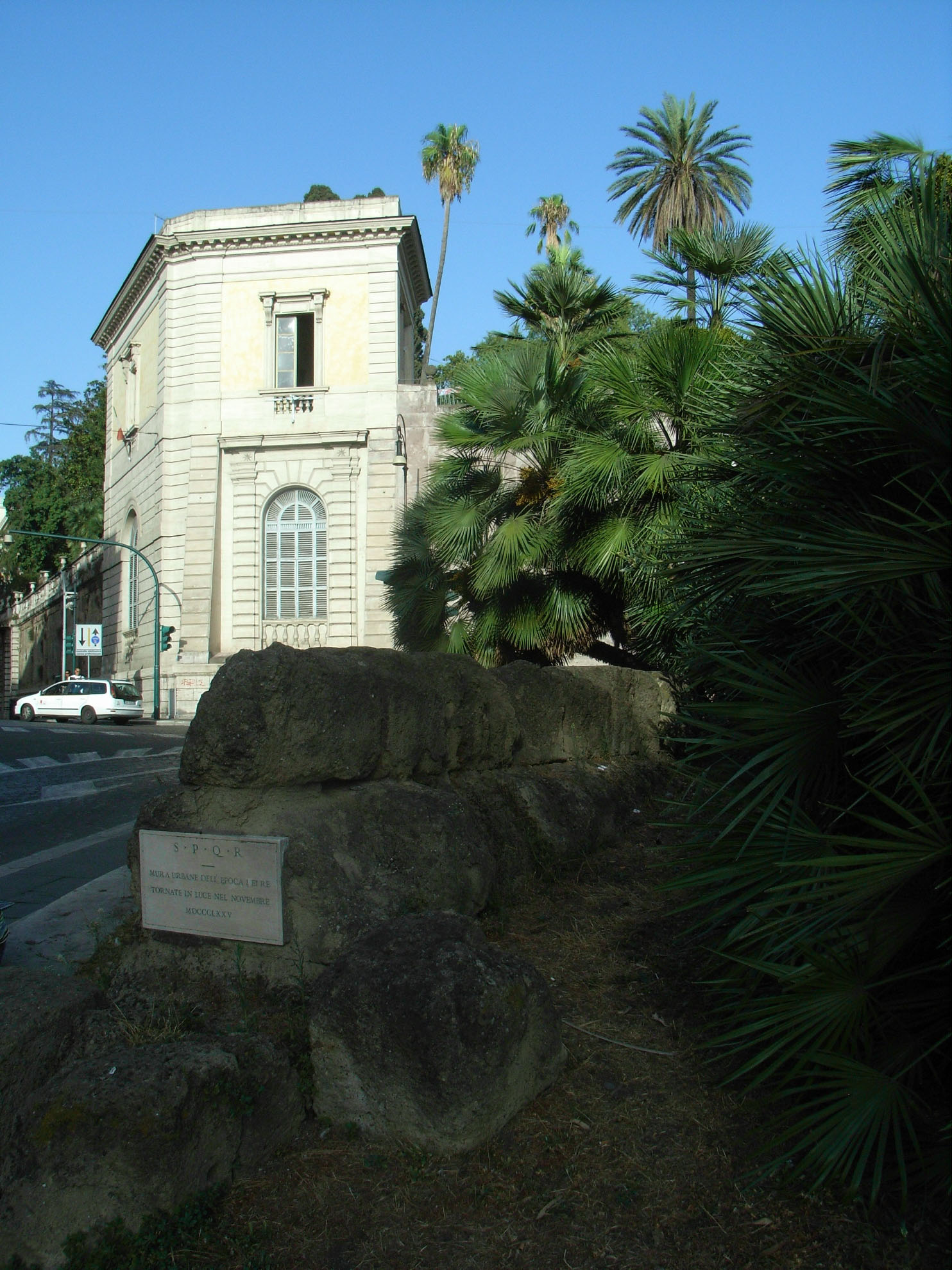

La Porta Sanqualis è stata la prima apertura, in ordine cronologico, sul lato occidentale del colle Quirinale. Era infatti situata sul meno scosceso dei tre avvallamenti dell'alto dirupo, in corrispondenza dei quali fu possibile aprire dei varchi che consentissero l'accesso alla città da quella parte. La sua posizione è quasi certamente identificabile con i resti del muro che è tuttora visibile nell'aiuola centrale di largo Magnanapoli, alla fine di via Nazionale. Si tratta di soli tre filari di blocchi di tufo, probabilmente relativi ad un lato della porta.
Il tratto di mura serviane che dalla Sanqualis proseguiva verso nord, in direzione della vicina porta Salutaris, doveva essere protetto dalla cinta di mura, contrariamente al tratto successivo che era invece talmente scosceso e ripido da non aver bisogno di alcuna protezione se non, probabilmente, di un semplice parapetto.
Poco oltre la porta, lungo il presumibile tracciato di mura, è stata rinvenuta un'arcata di tufo (inglobata ora nell'androne del vicino palazzo Antonelli, al n. civico 158 della piazza), simile a quella visibile nei pressi della porta Raudusculana: anche in questo caso, considerata l'altezza dell'arcata dal livello originario del suolo su cui venne costruita, è probabile debba trattarsi di una sorta di postazione di artiglieria per armi da lancio sul tipo della catapulta o della balista. L'area era infatti esposta verso il Campo Marzio che, sebbene integrato nell'immediato circondario di Roma, era però esterno alle mura. Le tecniche costruttive utilizzate per la sistemazione dell'arcata sembrano risalire ad un restauro effettuato nell'87 a.C., ma poiché a quell'epoca la città era già abbastanza estesa verso il Campo Marzio, la costruzione originale risale probabilmente ad un periodo precedente.
Il nome della porta è dovuto alla vicinanza del tempio di Sanco (o Semo Sanco, o Sanquale), antica divinità di cui non sono però tramandate molte notizie, se non che si trattava di una divinità importata in origine dai sabini, abitatori del colle prima della fusione con gli elementi latini stanziati sul Palatino. Il nome comunque non è certamente di origine latina.